# ぶたまんごころ
「ぶたまんごころ」は、NHKの『みんなのうた』で、2002年2月 - 3月に放送された曲。作詞：もりちよこ、作曲・編曲：上田益、歌：小林亜星。

## 概要
擬人化されたぶたまん（肉まんじゅう）の家族を主人公にした、ブギウギ仕立ての楽曲。歌詞は全て関西弁で構成。初回当時のカップリングは「大阪ヒューマンランド　～やんか！～」であり、関西弁の楽曲が2曲続けて流れていた。
歌の小林亜星は過去に『みんなのうた』で「わたしの琵琶湖」「川」など計4曲の自作曲を提供していたが、2021年5月に死去したため自ら歌ったのは最初で最後となる。更に、自作の曲で無い曲を歌ったのは、小林の音楽生活でも珍しい。
映像はアニメで、歌手や声優の宍戸留美がキャラクターを手掛け、ティー・アンド・エムが製作した。なお、宍戸は曲の合い間の台詞「ブホー!!」や、コーラスも担当した。
宍戸は12年前の1990年10月 - 11月に「リボン結びのWAKU WAKU」で七つ星のメンバーとして歌唱していた。また初回放送から2年半後の2004年8月 - 9月には「はだかん帽」を歌う。